# Amenemhat (gouverneur)
Pour les articles homonymes, voir Amenemhat.
Amenemhat est un fonctionnaire nubien sous Hatchepsout et Thoutmôsis III. Il est chef de Teh-khet et donc un gouverneur dirigeant une région de Basse-Nubie pour l'État égyptien. Au Nouvel Empire, les rois égyptiens ont conquis la Basse-Nubie. Pour s'assurer le contrôle de cette nouvelle région, ils nomment des personnes de l'élite locale comme gouverneurs. Teh-khet est une région nubienne qui couvre les environs de Debeira et de Serra. Les gouverneurs locaux y forment une famille, tandis que le gouverneur proprement dit porte le titre de chef de Teh-khet.

## Attestations
Amenemhat est connu par plusieurs monuments. Une statue trouvée à Bouhen indique qu'il a commencé sa carrière comme simple scribe sous le roi Thoutmôsis Ier avant de suivre son frère dans sa fonction. Il est probablement nommé sous les règnes d'Hatchepsout et de Thoutmôsis III. Amenemhat est le fils du chef de Teh-khet, Rouiou ; son frère Djéhoutyhotep a suivi Rouiou dans sa fonction et est ensuite suivi par Amenemhat lui-même.

## Sépulture
La tombe d'Amenemhat a été découverte sur la rive ouest du Nil, dans le district de Debeira. La superstructure de la tombe comprenait une structure en briques crues avec une pyramide au centre. À l'intérieur de la pyramide se trouvait une chapelle d'offrandes. Devant la pyramide se trouvait une cour. Dans les chambres funéraires souterraines, on a trouvé différents objets, dont des cercueils et des vases canopes. Ces derniers portent le nom de Paitsy, qui est le second nom de Djéhoutyhotep, le frère d'Amenememhat. Il est possible que Djéhoutyhotep ait été enterré ici.